# Дерма

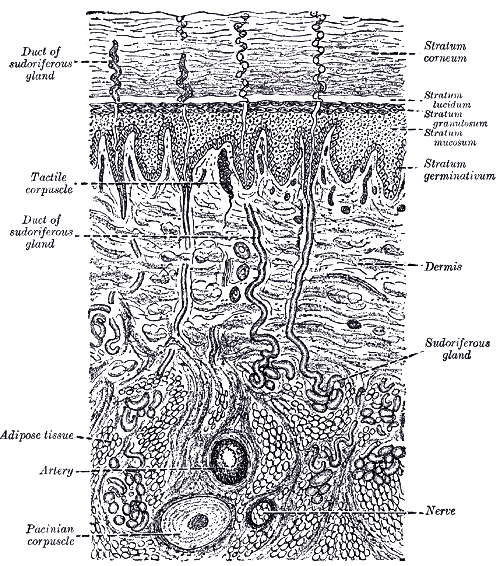
Дерма

Де́рма (лат. dermis, від грец. δέρμα — «шкіра»), ко́ріум (лат. corium, від грец. κόριον— «шкіра»), ку́тис (cutis) — шкіра, сполучнотканинна частина шкіри у хребетних тварин і людини, розташована між епідермісом і нижчими органами, з якими дерма більш або менш рухомо пов'язана за допомогою підшкірної пухкої сполучної тканини, часто багатої на жирові відкладення.

## Будова дерми
Дерма розташована під епідермісом і відділена від нього базальною мембраною. Виконує переважно трофічну і опорну функції, що і визначає велика кількість волокон і капілярів.

### Сосочковий шар
На зрізі представлений групою сосочків, що проникають в епідерміс. Сосочковий шар утворений пухкою волокнистою неоформленою сполучною тканиною. Переважають фібробласти і фіброцити, макрофаги і тучні клітини (тканинні базофіли), Т-лімфоцити. Петлі капілярів, що заходять у сосочки, мають форму шпильок.
Завдяки сосочкам, площа контакту дерми з епідермісом значно збільшується, що разом з великою кількістю капілярів сприяє його живленню. Велика кількість макрофагів, тканинних базофілів та інших імунокомпетентних клітин дозволяє реалізовувати захисну функцію системи імунітету.
Залежно від товщини шкіри, вираженість сосочкового шару може варіюватися.

### Сітчастий шар
Сітчастий шар утворений щільною волокнистою неоформленою сполучною тканиною і утворює основну частину дерми. Має найпотужніші колагенові волокна, що формують характерну мережу (в'язь) і виконує, в основному, опорну функцію. Простір між волокнами заповнено аморфною речовиною, що синтезується фіброцитами. Вони пов'язані з колагеновими волокнами інтегринами, а з іншими фиброцитами з допомогою власних відростків. Підвищене фізичне навантаження стимулює їх до підвищеного синтезу міжклітинної речовини.

## Гіподерма
Також іноді її називають підшкірна жирова клітковина. Розташовується безпосередньо під дермою і пов'язана з нею відносно рухливо. Утворена жировою тканиною з гіпертрофованими ліпоцитами, формує жирові часточки. Жирова тканина дозволяє гіподермі запасати поживні речовини і воду, а також брати участь у терморегуляції.